# Академическая одежда
Академическая одежда (англ. academic dress, cap and gown, в США — academic regalia и academicals) — церемониальное облачение, традиционная одежда преподавателей и выпускников научных образовательных учреждений.

## Традиции ношения
В настоящее время академическая одежда состоит из мантии, головного убора — академической шапочки, кисточки и иногда ленты выпускника. Магистрам полагается ещё и капюшон. Традиция надевания торжественной университетской одежды на церемонию вручения дипломов имеет европейские корни.
Академическая одежда (также известна в Соединённых Штатах как «академические регалии») является историческим традиционным одеянием, носимым в академическом обществе. В настоящее время её можно увидеть только на выпускной и других торжественных церемониях, но в прежние времена такая одежда была повседневной (в некоторых старинных университетах её носят и сегодня). Академическую одежду также носили представители некоторых научных обществ и институтов в качестве официальной одежды.
В 1990-х годах российские университеты также переняли традицию при вручении дипломов облачать выпускников в мантии и шапочки.

## Головной убор
Шляпа без полей с кисточкой в некоторых европейских университетах до сих пор является знаком отличия тех, кто имеет учёную степень. Такая шапочка стала символом академических достижений.
Кисточка-лирипип — очень важный элемент академической одежды. Те, кто продолжает обучение, носит её с правой стороны конфедератки, в то время как выпускники заслужили право носить её слева. Перекидывание кисточки является знаковым моментом на церемонии вручения дипломов. Кисточками отличия награждаются студенты-отличники, а шарфами чести — студенты, отличившиеся в жизни альма-матер.
В Финляндии и Швеции аналогом квадратной шапочки является докторская шляпа-цилиндр без кисточки.

## История
История академических регалий начиналась в Средние века. Церковь сильно повлияла на европейское образование, в том числе и в одежде. Высшие учебные заведения в те времена произошли из церковных школ. Одежда преподавателей и студентов была строго регламентирована и копировала клерикальную, то есть одежду, которую носили монахи. Причём одежда была предназначена для ежедневного ношения. Значительно позже такое платье, преобразованное в мантию, стали надевать только в торжественных случаях. Позднее университеты Европы изобрели более модные туники с открытыми бортами и широкими укороченными рукавами, и именно этот вариант стал прообразом современных мантий.
Современная мантия практически ничем не отличается от своей предшественницы. Учёную степень человека отличали по сложности кроя и пошива мантии. Эти традиции дошли и до наших времён. Так, например, на каждом рукаве докторской мантии нашиты шевроны, три бархатные полоски. У одежды магистра вместо воротника вшит капюшон, бакалавр же довольствуется мантией без воротника и капюшона.
Цвет мантий также имел значение. Сначала студенты и преподаватели носили одежду разных цветов, но потом наметилась тенденция к темным цветам, что со временем стало традицией. В 1895 году Межуниверситетская комиссия приняла кодекс академической одежды, согласно которому каждой специальности соответствовал свой цвет мантии. Сегодня в американской системе образования традиционным стало изменение цвета мантии соответственно академическому уровню (бакалавр и специалист — жёлтый, магистр — бордовый). Европейские учебные заведения традиционно используют в академической одежде цвета своих университетов и факультетов: так, в Коимбрском университете медицинскому факультету соответствует жёлтый цвет ленточек на мантии, филологическому — синий и т. д.
Капюшон был неотъемлемой частью монашеской рясы. Но в XVI веке в университетской среде он превращается в привилегию людей, которые имели учёную степень. По цвету подкладки капюшона определяли принадлежность учёного к той или иной области знаний: белый цвет выделял гуманитариев и людей искусства, золотой — экономистов, голубой — живописцев и преподавателей, коричневый — архитекторов, зелёный — медиков, синий — юристов и т. д.